# Tetrafluoruro de silicio
El tetrafluoruro de silicio o tetrafluorosilano es un compuesto químico de fórmula SiF4. Esta molécula tetraédrica destaca por tener un rango muy estrecho de estado líquido (su punto de ebullición es de sólo 4 °C superior a su punto de fusión). Fue sintetizado por primera vez por John Davy en 1812.

## Síntesis
El SiF4 es un subproducto de la producción de fertilizantes de fosfato, lo que resulta del ataque de HF (derivado de la protonólisis defluorapatita) a silicatos. En el laboratorio, el compuesto se prepara calentado BaSiF6 por encima de 300 °C, después de lo cual se recogen los productos volátiles SiF4, dejando un residuo de BaF2. El BaSiF6 se prepara tratando una solución acuosa de ácido hexafluorosilícico con cloruro de bario. El correspondiente GeF4 se preparó de manera análoga, excepto que requiere "cracking" térmico a 700 °C.

## Aplicaciones
Este compuesto volátil encuentra un uso limitado en la microelectrónica y la síntesis orgánica.